# Xanthorhoe spaldingaria
Xanthorhoe spaldingaria là một loài bướm đêm trong họ Geometridae.